# Rape+2πr
『Rape+2πr』（レイププラスにパイアール）は天王寺きつねによる成人向け漫画作品。

## 概要
薄幸の美少女日向かおりを取り巻く「五獣会」とよばれるチームと敵対組織の争いを描いた作品。単行本全5巻が出版された（1〜3巻：大洋出版、4、5巻：フランス書院）レイプシーンなどの過激な性描写と青年漫画さながらのアクションで人気を博すが、後半になり、組織同士の争いが活発になるに従い、アクション要素が増え、性描写は減少していった。作者は巻末に決してレイプや輪姦を肯定する訳ではなく、辛い出来事があっても負けない強い女性を描きたいと語っている。

## あらすじ
伝説のチーム「五獣会」に関わりを持つ日向かおりはかつての親友、藤里さえの策略に嵌まり、さえ配下の暴力団に輪姦され、恋人である桜田さとみと離別を強要される。その後、さえと和解するも輪姦を録画したビデオテープが敵対校に渡ってしまう。同級生菊内粧子まで人質にとられたかおりは単身敵地に乗り込むが…。

## 登場人物

### メインキャラクター
日向かおり
本作のヒロイン。戦闘能力は高い。作中で3度の陵辱（暴力団員による輪姦、敵対校及び暴走族による輪姦、敵対組織に雇われた黒人によるレイプ）を受けるが、精神的に屈することなく、前向きに生きようとする。
桜田さとみ
男。やさしい心の持ち主で争いは好まない性格だが、一旦キレると凶暴化する。一応かおりの本命と思われるが、後半になり、戦闘力のインフレについて行けず、次第に陰が薄くなった。
藤里さえ
かおりの幼馴染で親友。暴力団組長の娘。組員を使ってかおりを陵辱するが、後に敵対組織により、自身もかおりの母親さおりと共に陵辱される。
菊内粧子
かおり、さえの級友。霜田にレイプされ、それをネタに脅されているところをさえに救われ、友人となる。その後、御上がかおりをおびき出す為の人質となり、再び陵辱された。
日向さおり
かおりの母親。高校生の娘を持つ母とは思えないような美しいヌード。さえを救うため陵辱の身代わりとなり、輪姦される。

### 五獣会（元含む）
黒豹
ビデオテープでおびき出されたかおりを救い出す際に活躍。かおりに密かに想いを寄せている。戦闘力では若獅子、若虎よりも1ランク下。
赤狐
黒豹から赤狐姉さんと呼ばれている。銀狐の元親友。
若獅子（獅子王）
かおりの元恋人にして異母兄妹。五獣会から姿を消した後、敵対組織のキングとして現れる。
若虎
若獅子の永遠のライバル。なぜかさとみと気が合う。
青狼
清楚な女性に見えるが実は男性。気功の使い手。
銀狐（増髪）
若獅子に従う幹部。かつては赤狐と親友であり、五獣会のメンバー。若獅子と結ばれるが、顰（しかみ）の謀反の際、監禁、陵辱される。かなりの好色。
烈火、烈水、烈風という部下を持つ。
白狐
中学生。戦闘力では数ランク下。ムードメーカー的存在。黒豹に対して好意を持っている様子。
藍狐
活躍する場面は少ないが、狐系では最強だが、御前に戦いそのものを禁じられている。
伊藤ユキ
赤狐親衛隊の一人。妊娠中に敵対組織に拉致、陵辱される。一度は開放されるが再び敵中に落ち、薬漬けにされ、自ら浮浪者に肉体を捧げる。
御前
盲目の少女。五獣会の頂点に位置すると思われる。

### 敵対組織
霜田
菊池粧子を陵辱した男。かおりが輪姦された場にも登場するが、粧子の恋人に一撃で倒される。
鬼堂
顔にかおりに付けられたキズがある。おびき出したかおりに大麻を吸引させ、最初にレイプした男。黒豹にかおりを犯した回数と同じ、3発で倒される。
御上
頭がきれる。鬼堂に頼まれ、かつて、かおりが暴力団に陵辱された際のビデオテープを入手し、かおりをおびき出す。インポテンツ。